# Structure pyramidale des ligues de football en Angleterre
La structure pyramidale des ligues de football en Angleterre (English football league system en anglais) désigne le système de classement officiel des ligues et divisions du football anglais (certains clubs gallois évoluant en Angleterre sont également incorporés). Le classement englobe 140 ligues et plus de 480 divisions de football classées sur une vingtaine de niveaux selon un système pyramidal.

## Structure pyramidale
Le tableau ci-dessous montre la structure actuelle des ligues anglaises. La compétition la plus relevée se positionne au sommet, la moins forte en bas. Chaque niveau de la structure est lié aux autres par un système de promotion-relégation permettant ainsi potentiellement au plus petit club d'atteindre après une longue progression l'élite du football anglais. Les quatre premiers niveaux de la pyramide représentent le football professionnel, les autres le non-league football dont les niveaux 5 à 8 dépendent du National League System et sont directement gérés par la fédération anglaise tandis que les divisions plus basses sont gérées à un niveau régional. Le nombre exact de clubs représentés varie chaque année mais on peut l'estimer à 7 000.
| Northern League – Division One Northern Counties East League – Premier Division North West Counties League – Premier Division Midland League – Premier Division United Counties League – Premier Division North United Counties League – Premier Division South Hellenic League – Premier Division Spartan South Midlands League – Premier Division | Wessex League – Premier Division Western League – Premier Division Combined Counties League – Premier Division North Combined Counties League – Premier Division South Eastern Counties League – Premier Division Essex Senior League Southern Combination League – Premier Division Southern Counties East League – Premier Division |

| Combined Counties League – Division 1 East Midlands Counties League Eastern Counties League – Division 1 North Eastern Counties League – Division 1 South Hellenic League – Division 1 East Hellenic League – Division 1 West Midland League – Division 1 North West Counties League – Division 1 North North West Counties League – Division 1 South Northern Counties East League – Division 1 | Northern League – Division 2 South West Peninsula League – Première Division East South West Peninsula League – Première Division West Southern Combination League – Division 1 Southern Counties East League – Division 1 Spartan South Midlands League – Division 1 United Counties League – Division 1 Wessex League – Division 1 West Midlands (Regional) League – Première Division Western League – Division 1 |  |

| Anglian Combination Première Division – 16 clubs Bedfordshire County League Première Division – 16 clubs Cambridgeshire County League Première Division – 16 clubs Central Midlands League Première Division North – 14 clubs Central Midlands League Première Division South – 14 clubs Cheshire League Première Division – 16 clubs Devon League North & East Division – 16 clubs Devon League South & West Division – 16 clubs Dorset Première League – 16 clubs Essex & Suffolk Border League Première Division – 16 clubs Essex Olympian League Première Division – 16 clubs Gloucestershire County League – 16 clubs Hampshire Première League Senior Division – 16 clubs Hertfordshire Senior County League Première Division – 16 clubs Humber Première League Première Division – 16 clubs Kent County League Première Division – 16 clubs Leicestershire Senior League Première Division – 16 clubs Lincolnshire League – 14 clubs Liverpool Première League Première Division – 16 clubs Manchester League Première Division – 16 clubs Middlesex County League Première Division – 17 clubs Midland League Division 2 – 16 clubs North Riding League Première Division – 16 clubs | Northamptonshire Combination League Première Division – 16 clubs Northern Alliance Première Division – 16 clubs Nottinghamshire Senior League Senior Division – 18 clubs Oxfordshire Senior League Première Division – 16 clubs Peterborough & District League Première Division – 16 clubs Sheffield & Hallamshire County Senior League Première Division – 15 clubs Somerset County League Première Division – 18 clubs Southern Combination League Division 2 – 16 clubs Spartan South Midlands League Division 2 – 16 clubs St Piran League East Division – 16 clubs St Piran League West Division – 16 clubs Staffordshire County Senior League Première Division – 16 clubs Suffolk & Ipswich League Senior Division – 16 clubs Surrey Elite Intermediate League – 16 clubs Thames Valley Première League Première Division – 16 clubs Wearside League Division 1 – 16 clubs West Cheshire League Division 1 – 16 clubs West Lancashire League Première Division – 16 clubs West Midlands (Regional) League Division 1 – 16 clubs West Yorkshire League Première Division – 16 clubs Wiltshire Senior League Première Division – 16 clubs York League Première Division – 16 clubs |  |